# Монтальдо-Скарампі
Монтальдо-Скарампі (італ. Montaldo Scarampi, п'єм. Montad) — муніципалітет в Італії, у регіоні П'ємонт,  провінція Асті.
Монтальдо-Скарампі розташоване на відстані близько 480 км на північний захід від Рима, 55 км на південний схід від Турина, 9 км на південний схід від Асті.
Населення — 778 осіб (2014).
Щорічний фестиваль відбувається 19 листопада. Покровитель — San Ponziano.

## Демографія
Населення за роками:

Станом на 1 січня 2023 року в муніципалітеті офіційно проживало 40 іноземців з 13 країн, серед них 24 громадяни країн Євросоюзу.

## Сусідні муніципалітети
- Момберчеллі
- Монтегроссо-д'Асті
- Рокка-д'Араццо